# Ernst Ferdinand Rückert
Ernst Ferdinand Rückert (* 3. März 1795 in Großhennersdorf, Königreich Sachsen; † 27. Juli 1843 in Königsbrück) war ein sächsischer, deutscher Arzt, medizinischer Schriftsteller und Übersetzer.

## Leben
Der als Schüler Samuel Hahnemanns bekannte Arzt Ernst Ferdinand Rückert wurde 1795 als Sohn des evangelisch-lutherischen Pfarrers Johann Ernst Rückert in Großhennersdorf geboren. Sowohl Rückerts Großvater, Stadtphysikus Christian Ehrenfried Rückert aus Neustadt (Oberschlesien) als auch sein Vater und seine jüngeren Brüder erlangten Beachtung durch ihr berufliches Wirken. Die Brüder waren der Theologe Leopold Immanuel Rückert, der Arzt Theodor Johannes Rückert, sowie der Konrektor am Gymnasium Zittau Heinrich Moritz Rückert.
Bis 1812 besuchte Ernst Ferdinand Rückert die Schule in Niesky, von wo aus er nach Leipzig zum Theologiestudium ging. Im Jahr darauf wechselte er das Studienfach und studierte bis 1816 Medizin in Leipzig. Ab 1816 setzte er sein Studium in der „Medizinisch Chirurgischen Akademie“ Dresden fort. Schließlich promovierte er 1817 in Jena.
Mit wenig Erfolg versuchte sich Rückert nach seinem Studium als Arzt in Grimma, Mutzschen und Bernstadt. Schließlich ließ er sich in Löbau nieder, näher an der alten Heimat. Von 1822 bis 1829 arbeitete Rückert dann als Hauslehrer, unter anderem in Livland. Im Jahr 1829 reiste er nach Köthen, wo der Homöopath Samuel Hahnemann sein 50. Doktorjubiläum beging. Rückert, ehemaliger Schüler Hahnemanns an der Universität Leipzig, verbrachte nun mehrere Monate in dessen Dienst, wo er sein unveröffentlichtes homöopathisches Nachschlagewerk zu den „Chronischen Krankheiten“ verfasste.
Durch die Arbeit bei Hahnemann angeregt, begann er zunächst in Bautzen und Kamenz als homöopathischer Arzt zu praktizieren. Als Arzt der Familie des Grafen Hohenthal zu Königsbrück fand er seine letzte Lebensstation. Dort starb er mit 48 Jahren an einem Lungenleiden.

## Werk
- „Systematische Darstellung aller bis jetzt gekannten homöopatischen Arzneien“ 3 Bände (1830–1832)[10]
- „Kurze Übersicht der Wirkungen homöopathischer Arzneien unter gewissen Bedingungen“ (1831)[11]
- „Die Hautkrankheiten, bearbeitet auf homöopathische Weise“ (1833)[12]
- „Grundzüge einer künftigen speziellen homöopathischen Therapie“ (1837)[13]
- „Die Erkenntnis und Heilung der wichtigsten Krankheiten des Pferdes“ (1839)[14]
- „Flora von Sachsen – ein praktischer und bequemer Wegweiser auf heimatlichen botanischen Exkursionen“ 2 Bände (1840–1844)[15]
- „Beschreibung der am häufigsten wildwachsenden und kultivierten Gewächse Sachsens“ (1840)[16]
- „Beschreibung der Krankheiten des Rindviehes, der Schafe, Schweine, Ziegen und Hunde“ (1841)[17]

Übersetzung aus dem Englischen:
„Praktische Erfahrungen im Gebiete der Homöopathie“ von Jacob Jeanes (1842)